# Sân bay Choibalsan
Sân bay Choibalsan  (IATA: COQ, ICAO: ZMCD) là một sân bay ở Choibalsan, thủ phủ của  tỉnh Dornod ở Mông Cổ. Một nhà ga mới đã được xây xong ở đây năm 2001.

## Các hãng hàng không và các tuyến điểm
Hiện có các hãng hàng không sau hoạt động tại sân bay này với các tuyến điểm kết nối sau:
- Aero Mongolia (Ulan Bator)
- Eznis Airways (Ulan Bator)